# Nathalie Durand
Nathalie Durand (* 20. Jahrhundert) ist eine französische Kamerafrau.

## Leben
Nathalie Durand wurde an der École Louis-Lumière zur Kamerafrau ausgebildet. Ab Anfang der 1980er Jahre wurde sie als Kameraassistentin tätig. Seit 2000 ist sie als eigenständige Kamerafrau aktiv. Für ihre Arbeit bei dem Film Nach dem Urteil wurde sie 2019 für den César für die Beste Kamera nominiert.
Beim Filmfestival von Cannes 2023 wurde sie als Jurymitglied für die Vergabe der Caméra d’Or berufen.

## Filmografie (Auswahl)
- 2000: Les filles ne savent pas nager
- 2006: La Faute à Fidel !
- 2010: Barfuß auf Nacktschnecken (Pieds nus sur les limaces)
- 2013: Avant que de tout perdre (Kurzfilm)
- 2013: Le week-end
- 2017: Nach dem Urteil (Jusqu’à la garde)
- 2019: Eine größere Welt (Un monde plus grand)
- 2019: On ment toujours à ceux qu’on aime
- 2020: Bulle (Fernsehserie, 6 Folgen)
- 2023: The Successor (Le Successeur)